# 奧托·努登舍爾德
尼爾斯·奧托·古斯塔夫·努登舍爾德（瑞典語：Nils Otto Gustaf Nordenskjöld，1869年12月6日—1928年6月2日）是瑞典地質學家、地理學家和極地探險家。

## 生平
努登舍爾德生於瑞典南部斯莫蘭一個芬蘭瑞典裔家庭，家族成員包含著名極地探險家阿道夫·埃里克·努登舍爾德、古斯塔夫·努登舍爾德。其父母本是表親關係，父親這方的姓氏是「Nordenskjöld」，母親的則是「Nordenskiöld」。
1894年，努登舍爾德於烏普薩拉大學獲得地質學博士學位，並成為該校講師，而後更成為地質學系副教授。
1890年代，努登舍爾德率領礦物學遠征隊前往巴塔哥尼亞。1898年，前往阿拉斯加、克朗代克地區。
1901年至1904年，他搭乘南極號探險船領導瑞典南極遠征。此前，成員之一的卡爾·安東·拉森已先到過福克蘭群島。是次遠征拜訪了南極半島外海的斯諾希爾島。努登舍爾德在南極號回到福克蘭群島後，便於島上過冬。隔年夏季，拉森乘南極號嘗試接回努登舍爾德及其隊員，卻因浮冰損壞了船體，迫使拉森與船員們在保萊特島搭建棚屋以避難。1903年末，拉森和努登舍爾德終於在希望灣會合。最終，因去年南極號未依約定時間回到南美港口，阿根廷海軍派出烏拉圭號搜救，並成功救出所有受困人員。儘管航海過程艱辛且結局並不理想，但仍被視為是一次成功的科學行動。他們探索了許多地方，像是：葛拉漢地東部、渴望角、詹姆斯羅斯島、茹安維爾島和帕默群島等。此次遠征也收集了珍貴的地理和海洋生物樣本，使奧托·努登舍爾德獲得了崇高的名聲，但也造成他負債累累。
1905年，他被指派為哥德堡大學地理與民族系教授。
1909年，努登舍爾德探索了格陵蘭。1920年代，他前往智利和秘魯。1928年，努登舍爾德死於哥特堡的交通事故，享年59歲，後葬於當地。
努登舍爾德也對高山氣候冬季效應進行研究，進而發展出一套公式，以最熱及最冷月的數據闡明北極地區氣候。

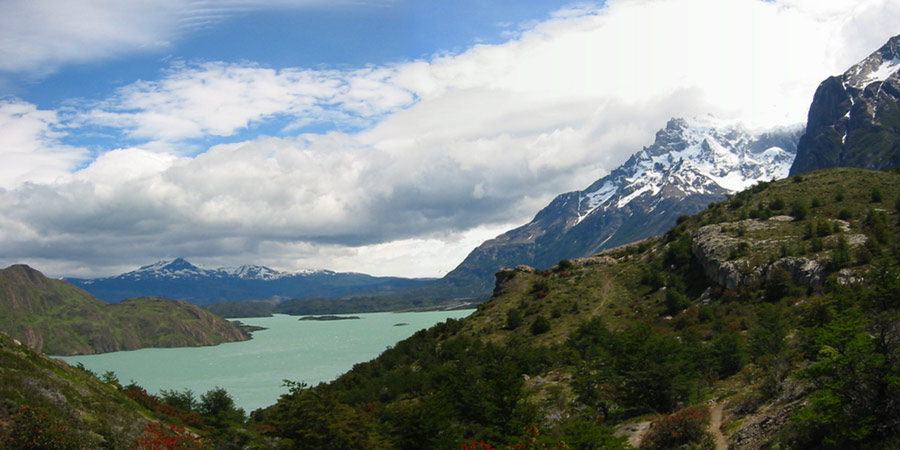
智利努登舍爾德湖

## 紀念
一些地方以其姓氏命名：
- 努登舍爾德湖：智利一處湖泊。
- 努登舍爾德海岸：南極半島東部海岸。
- 努登舍爾德盆地：海底盆地。
- 努登舍爾德冰舌：延伸出羅斯海的冰舌。
- 努登舍爾德冰河：南喬治亞的冰河。
- 努登舍爾德露頭：南極半島的岩石堆。
- 努登舍爾德角峰：南喬治亞高山。

## 著作
- Antarctica: Or, Two years amongst the ice of the South Pole ISBN 0-208-01642-2
- S A Duse (1905), Bland pingvinar ock sälar, minnen från Svenska sydpolarexpeditionen 1901-03.

## 外部連結
- 奧托·努登舍爾德生平（页面存档备份，存于）
- 遠征時期簡述 （页面存档备份，存于）
- . . 1920.